# 8974 Gregaria
A 8974 Gregaria (ideiglenes jelöléssel 3357 T-2) a Naprendszer kisbolygóövében található aszteroida. Cornelis Johannes van Houten, Ingrid van Houten-Groeneveld és Tom Gehrels fedezte fel 1973. szeptember 25-én.